# 六書
六書（りくしょ）とは、漢字の造字および運用の原理を6種類に分類したもの。すなわち、象形・指事・形声・会意・転注・仮借。前4種は造字法、転注・仮借は文字の転用法を説く。

## 歴史
六書は周代の官制について書かれた書物『周礼』の地官保氏篇に典拠がある。しかし、そこでは六書の具体的内容には触れられていなかった。
後漢の儒教では、孔子旧宅や宮中図書館などから発見された秦以前の古い書体（古文）で書かれた経書を重視する古文学が興起した。古文学では『古文尚書』『春秋左氏伝』『周礼』などを重視し、また経書の一字一字について解釈する訓詁学を発展させた。
班固の『漢書』芸文志には、「教之六書、謂象形・象事・象意・象声・転注・仮借、造字之本也」とみえ、象形・象事・象意・象声・転注・仮借の六種からなる造字の書とされている。鄭玄の『周礼注』には、「六書、象形会意転注処事仮借諧声也」とみえ、象形・会意・転注・処事・仮借・諧声とされている。また、荀悦の『漢紀』孝成皇帝紀には、「凡書有六本、謂象形・象事・象意・象声・転注・仮借也」とみえ、六書でなく「六本」ともされている。
許慎が著した字書『説文解字』にも影響を与えたとされ、これ以降、六書は、漢字を分類する基準となり、また漢字の語源を探索する手段となった。19世紀、殷の甲骨文が発見されたが、その分析にも六書が大きな役割を果たした。

## 特徴
具体的な内容は『説文解字』の序に従うと以下である。
1. 象形 - 物の形をかたどって字形を作ること。日・月・木・耳など。
2. 指事 - 位置や状態といった抽象概念を字形の組み合わせで表すこと。上・下・本・末など。
3. 形声 - 類型的な意味を表す意符と音を表す音符とを組み合わせて字を作ること。江・河など。
4. 会意 - 象形と指事によって作られたものを組み合わせて新しい意味を表す字を作ること。信・武・林・炎など。
5. 転注 - 用字法の一つとする説が有力であるが、定説はない。
6. 仮借 - 他の同音・類似音の字を借用すること。「わたし」の意味に「我」、「そうだ」の意味に「然」、「くる」の意味に「来」など。

このうち、1から4までが字を構成する造字の原理であり、6の仮借は既にある漢字の運用原理である。運用原理は、1から4までによって作られた文字を、他の語に転用するときの方法のことである。5の転注に関しては諸説あり、造字原理であるか、運用原理であるか、またそれとは全く違う原理であるか、定説はない。これは『説文解字』も説明不足で例字も少ないためである。
『説文解字』では、1の象形と2の指事によって作られたものは、それ以上の要素に分割できないもので、これを「文」と呼んでいる。3の形声と4の会意は「文」と「文」を組み合わせることであり、これによって作られたものを「字」と呼んだ。当時「文字」とは漢字全体を定義する単語であり、「漢字」という語は存在しなかった。『説文解字』とはこの「文字」を解説する書物である。

## 象形文字
象形者、画成其物、随体詰詘、「日・月」是也。
訳：象形なる者は、画して其の物を成し、体に随ひて詰詘す。「日・月」是なり。

## 指事文字
指事者、視而可識、察而見意、「上・下」是也。
訳：指事なる者は、視て識るべく、察して意を見はす。「上・下」是れなり。

## 会意文字
会意者、比類合誼、以見指撝、「武・信」是也。
訳：会意なる者は、類を比べ誼を合はせ、以て指撝を見はす。「武・信」 是れなり。

## 形声文字
形声者、以事為名、取譬相成、「江・河」是也。
訳：形声なる者は、事を以て名と為し、譬へを取りて相成す。「江・河」是れなり。

## 転注文字
転注者、建類一首、同意相受、「考・老」是也。
訳：転注なる者は、類を建てて首を一にし、同意 相受く。「考・老」是れなり。

## 仮借文字
仮借者、本無其字、依声託事、「令・長」是也。
訳：仮借なる者は、本 其の字無く、声に依りて事を託す。「令・長」是 れなり。

## 造字
『説文解字』は、その当時にあった漢字を分析するために六書を用いたものであるが、六書はその後の、造字にも使われている。もっとも多く作られたのは形声文字であり、そこで使われる音符は、まったく意味から離れて機械的に使うケースが多くなった。中国人にとっては漢字も話している言葉を表すためのもので表音文字的に使っているのである。日本人が現代中国語の漢字をみて意味を推測しにくいのは、その音と意味の結びつきを知らないためである。逆に日本人がこれまで作ってきた国字は、ほとんどが会意文字であり、字音がつけられていないものが多い。日本で漢字は表意文字的な使用が主だったことが窺える。

## 六書以外の特殊例
漢字の中のごく一部の例では、造字法において、六書を適用しがたい特殊な例もある。
- 「亠」「𠂉」「𡗗」「𠦝」など、漢字としては本来存在せず、部首分類のために作られたもの。
- 「麿」「粂」など、意味を表す部分がなく、読みを表す部分のみの組み合わせによる国字。
- 「鶫」（「つぐみ」と読む国字とされる。形声文字の「鶇」に字形を似せたもの、あるいはもと誤字）など字形の変わったもの。
- 「乜」、「冇」、「乒乓」、「𠀗𠀖」、「𠀫𠀪」など、漢字の一部の筆画を抜くことによって作り出したもの。